# جيف ريتشاردز
جيف ريتشاردز (بالإنجليزية: Jeff Richards)‏ (و. 1924 – 1989 م) هو لاعب كرة قاعدة، وممثل، وممثل تلفزيوني، من الولايات المتحدة الأمريكية، ولد في بورتلاند، أوريغون، توفي في سان بيرناردينو، كاليفورنيا، عن عمر يناهز 65 عاماً.

## وصلات خارجية
- جيف ريتشاردز على موقع IMDb (الإنجليزية)
- جيف ريتشاردز على موقع ألو سيني (الفرنسية)
- جيف ريتشاردز على موقع ميوزك برينز (الإنجليزية)
- جيف ريتشاردز على موقع أول موفي (الإنجليزية)
- جيف ريتشاردز على موقع قاعدة بيانات الأفلام السويدية (السويدية)
- جيف ريتشاردز على موقع قاعدة بيانات الفيلم (الإنجليزية)
- جيف ريتشاردز على موقع كينوبويسك (الروسية)